# نیکو مک‌برین
مایکل هنری «نیکو» مک‌برین (به انگلیسی: Michael Henry "Nicko" McBrain) (زادۀ ۵ ژوئن ۱۹۵۲) یک موسیقیدان انگلیسی است که بیشتر به‌عنوان درامر گروه هوی متال آیرون میدن از سال ۱۹۸۲ شناخته می‌شود. مک‌برین که از سال ۱۹۶۶ و از سن ۱۴ سالگی در گروه‌های میخانه‌ای کوچک برنامه اجرا می‌کرد با هنرمندان مختلفی همکاری داشته است. او زمانی که به گروه آیرون میدن ملحق شد، جایگزین درامر سابق گروه کلایو بور شد و اولین آلبوم آن‌ها Piece of Mind (1983) بود و از آن زمان تاکنون با گروه باقی مانده و در مجموع در چهارده نسخۀ استودیویی مشارکت داشته و همچنین سومین عضو با سابقۀ گروه است.

## زندگی‌نامه
مک‌برین در هاکنی لندن به‌دنیا آمد و اولین بار پس از تماشای اجرای جو مورلو با گروه دیو بروبک کورتت در تلویزیون، می‌خواست درام را در سنین جوانی یاد بگیرد. در ده سالگی شروع به نواختن طبل با قابلمه، ماهیتابه و سایر وسایل آشپزخانه کرد. مک‌برین به‌یاد می‌آورد که یازده یا دوازده ساله بود که پدرش اولین کیت درام‌اش را برای او خرید. او به‌زودی شروع به نواختن جلدهای رولینگ استونز و بیتلز با گروه‌های موسیقی مدرسه‌ای کرد، همچنین از سن ۱۴ سالگی به‌طور منظم شروع به نواختن در میخانه‌ها و عروسی‌ها کرد.
مک‌برین در یک دعوا در مدرسه بینی خود را شکست که باعث شد ویژگی‌های صاف و تخت بینی‌اش مانند علامت تجاری برای او باقی بماند. او هرگز برای ترمیم بینی خود تحت عمل جراحی قرار نگرفت.
اولین گروه مناسب برای مک‌برین (The 18th Fairfield Walk) بود که بعدها با نام (Peyton Bond) شناخته شد، یک گروه میخانه‌ای کوچک، که آن‌ها فقط کارهای بیتلز، د هو و Otis Redding را اجرا می‌کردند. سپس مک برین شروع به نواختن با بیلی دی، خواننده و نوازندۀ کیبورد، و مایکل «میکی» لزلی، نوازندۀ گیتار، در سال ۱۹۷۱ کرد. در آن زمان، او را با عنوان «نیکی» می‌شناختند، لقبی که والدینش به خاطر خرس عروسکی‌اش «نیکلاس» به او داده بودند، تا این‌که بیلی دی، وی را در حالی که آن‌ها در استودیو کلمبیا رکوردز واقع در خیابان ویتفیلد مشغول ضبط بودند به دیک اشر، رئیس استودیو، با نام نیکو (Neeko) معرفی کرد. مک‌برین این نام را پسندید و آن را به نیکو (Nicko) تغییر داد تا انگلیسی‌تر به‌نظر برسد و تصمیم گرفت حتی پس از ترک گروه آن را حفظ کند. 
همچنین در سال ۱۹۷۳، مک‌برین در آلبومی با گیتاریست گوردون گیلتراپ نواخت. این موضوع نه تنها به‌عنوان اولین آلبوم مک‌برین قابل توجه است، بلکه بیشتر به این دلیل است که گیلتراپ در سال ۱۹۷۸ آلبومی به نام Fear of the Dark منتشر کرد و از فونتی برای لوگوی خود استفاده کرد که کاملاً شبیه فونت استفاده شده توسط آیرون میدن است.
مک‌برین در سال ۱۹۸۱ در یک تور برای اولین بار با گروه آیرون میدن ملاقات کرد و در سال ۱۹۸۲، گروه از مک‌برین خواست تا جایگزین کلایو بور شود و از آنجایی که خبر جدایی بور هنوز اعلام نشده بود، مک برین اولین حضور خود با آیرون میدن را در تلویزیون آلمان با لباس ادی (طلسم نمادین گروه) انجام داد. او همکاری نزدیکی با استیو هریس، نوازندۀ گیتار باس برقرار کرد و با انتشار مجموعه‌ای از آلبوم‌های طلایی و پلاتینی که در طول دهۀ ۱۹۸۰ فروش داشتند، آن‌چه که بسیاری از منتقدان ترکیب «قاطعی» از گروه می‌دانند را تکمیل کرد. مک برین تمام قطعات درام آهنگ‌های آیرون میدن را می‌نویسد.

## سبک درام‌زدن
نواختن درام مک‌برین عنصر مهمی در صدای آیرون میدن بوده است، آدرین اسمیت، گیتاریست گروه دربارۀ او می‌گوید: «او همیشه مهارت و تکنیک را داشت، اما در آیرون میدن او واقعاً منفجر شد، تا جایی که بسیاری از کارهایی که ما پس از پیوستن او انجام دادیم، بر پایۀ نوازندگی او بود. تمام آن الگوهای شلوغی که او انجام می‌دهد و تکنیک فوق‌العاده‌ای را که به نمایش می‌گذارد». در مستند گروه در سال ۲۰۰۴ و در آهنگ افتتاحیۀ (Piece of Mind's: Where Eagles Dare)، به‌طور معروف توانایی مک‌برین در استفاده از پدال تک درام را خیلی سریع نشان می‌دهد، به‌علاوه تام سریع پر می‌شود.
او اغلب در میان بهترین و تاثیرگذارترین درامرهای هوی متال/هارد راک در تمام دوران به‌حساب می‌آید. در دی‌وی‌دی Live After Death در سال ۲۰۰۸، تکنسین درام مک‌برین اظهار داشت که در تور جهانی برده داری، برخی از درامرها پس از مشاهدۀ اجرای او، مک‌برین را به‌عنوان یک هشت‌پا یاد می‌کنند که در آن استقامت او به وی این توانایی را می‌دهد که از تمام کیت درام بزرگ خود در کنسرت استفاده کند.
مک‌برین اغلب از انتهای پشتی چوب دست چپ خود استفاده می کند تا «ضربه‌های تله‌ای» قوی‌تر را انجام دهد. او به‌دلیل استفاده نکردن از پدال کنترباس معروف است و تنها یک‌بار از یک پدال دوتایی استفاده کرده و ترجیح می‌دهد از یک پدال گاز دی‌دبلیو ۵۰۰۰ استفاده کند. از زمان تغییر روی پدال دی‌دبلیو در سال ۲۰۰۰، مک‌برین با پای برهنه اجرا می‌کند و بیان می‌دارد که این به او آزادی بیشتری می‌دهد.
استیو هریس می گوید: «... او می تواند همه نوع موسیقی را بنوازد. درامرهای گروه های دیگر پشت سر او می‌نشینند تا ببینند چگونه اجرا می‌کند، اما او ست کیت خود را دارد بنابراین حتی به چیزی که می‌زند نگاه نمی کند». پس از پیوستن مک برین به گروه در سال ۱۹۸۲، هریس همچنین اشاره کرد که نواختن با مک برین برای یک ترانه‌سرا چقدر آسان‌تر است و آدریان اسمیت ادعا کرد که: «استیو عاشق نواختن با الگوهای طبل او است».
در سال ۱۹۸۸، مک‌برین با اندرو چپمن در کتابی با عنوان Iron Maiden & Nicko McBrain's Rhythms of the Beast همکاری کرد که توسط کمپانی برادران وارنر در سال ۱۹۹۰ منتشر شد. این کتاب رونویس کاملی از کار درام مک‌برین بر روی دوازده آهنگ کلاسیک آیرون میدن، از جمله شش نسخۀ زنده که در آلبوم Live After Death گروه در سال ۱۹۸۵ ضبط شده بود، داشت.
در سال ۱۹۹۱، مک برین یک ویدیوی آموزشی درام تحت عنوان ریتم‌های هیولا (غیر مرتبط با کتاب فوق با همین نام) منتشر کرد که در سال ۲۰۱۰ مجدداً در دی‌وی‌دی منتشر شد. در این ویدیو مک‌برین تکنیک خود را نشان می‌دهد و کوک، تک‌نوازی و بخش‌هایی از کیت درام را پوشش می‌دهد.
در سال ۲۰۲۰، مک‌برین به تالار مشاهیر درامر مدرن معرفی شد. 

## تجهیزات
مک‌برین یک کاربر قدیمی سنج پایستی است و در حال حاضر درامز شرکت British Drum را می‌نوازد و در گذشته پریمیر پرکاشن را تایید کرده است. او برای آلبوم A Matter of Life and Death از پوستۀ فلزی لودویگ درامز ال‌ام 402 خود استفاده کرد که در سال ۱۹۷۵ خریداری شد و آن را به قدیمی‌ترین طبل در کیت خود تبدیل کرد. او خط امضای خود را از چوب‌های طبل ساخته شده توسط ویک فرث تایید می‌کند. از سال ۲۰۱۶، مک‌برین همچنین از درام‌های شرکت ریمو، سخت‌افزار سونور، زنگ گاوی لاتین پرکاشن و تک پدال دی‌دبلیو ۹۰۰۰ استفاده می‌کند.
در حین تور در سال‌های ۱۹۸۷-۱۹۸۶، او یک کیت درام با فناوری پیشرفتۀ سونور Phonic Plus را نواخت.
در سال ۲۰۱۰، مک‌برین از کیت پریمر پرکاشن استفاده کرد.
در سال ۲۰۱۶، مک‌برین روی یک کیت درام سفارشی سونور SQ² که از چوب راش و توس ساخته شده بود، نواخت.
در سال ۲۰۲۲، مک‌برین تایید جدید خود را با شرکت بریتانیایی درام (یا BDC) اعلام کرد.
در سال ۲۰۲۳، مک‌برین تغییر خود را از درام‌هدهای ریمو به درام‌هدهای Code اعلام کرد.

## زندگی شخصی
مک‌برین با ربکا مک‌برین (نی دمپسی) ازدواج کرده است و از ازدواج اولش دو پسر دارد که در سال های ۱۹۸۳ و ۱۹۹۲ به‌دنیا آمدند. او در بوکا راتون، فلوریدا زندگی می کند. مک‌برین در سال ۱۹۹۹ پس از تجربه‌ای در کلیسای رودخانۀ اسپانیایی در نزدیکی خانه خود در بوکا راتون به مسیحیت گروید. مک‌‌برین دارای گواهینامۀ خلبانی است که برای آن دارای رتبۀ موتور دوقلو است.
مک‌برین از طرفداران اسنوکر است و در مسابقات قهرمانی اسنوکر جهان در (Crucible Theater) شفیلد شرکت کرده است. او همچنین از بازی گلف در اوقات فراغت خود، همراه با هم گروهش دیو موری، لذت می‌برد و دوست گلف باز سوئدی و ساکن فلوریدا، جسپر پارنویک است که با او در باشگاه گلف اولنا در سوئد ملاقات کرده است.

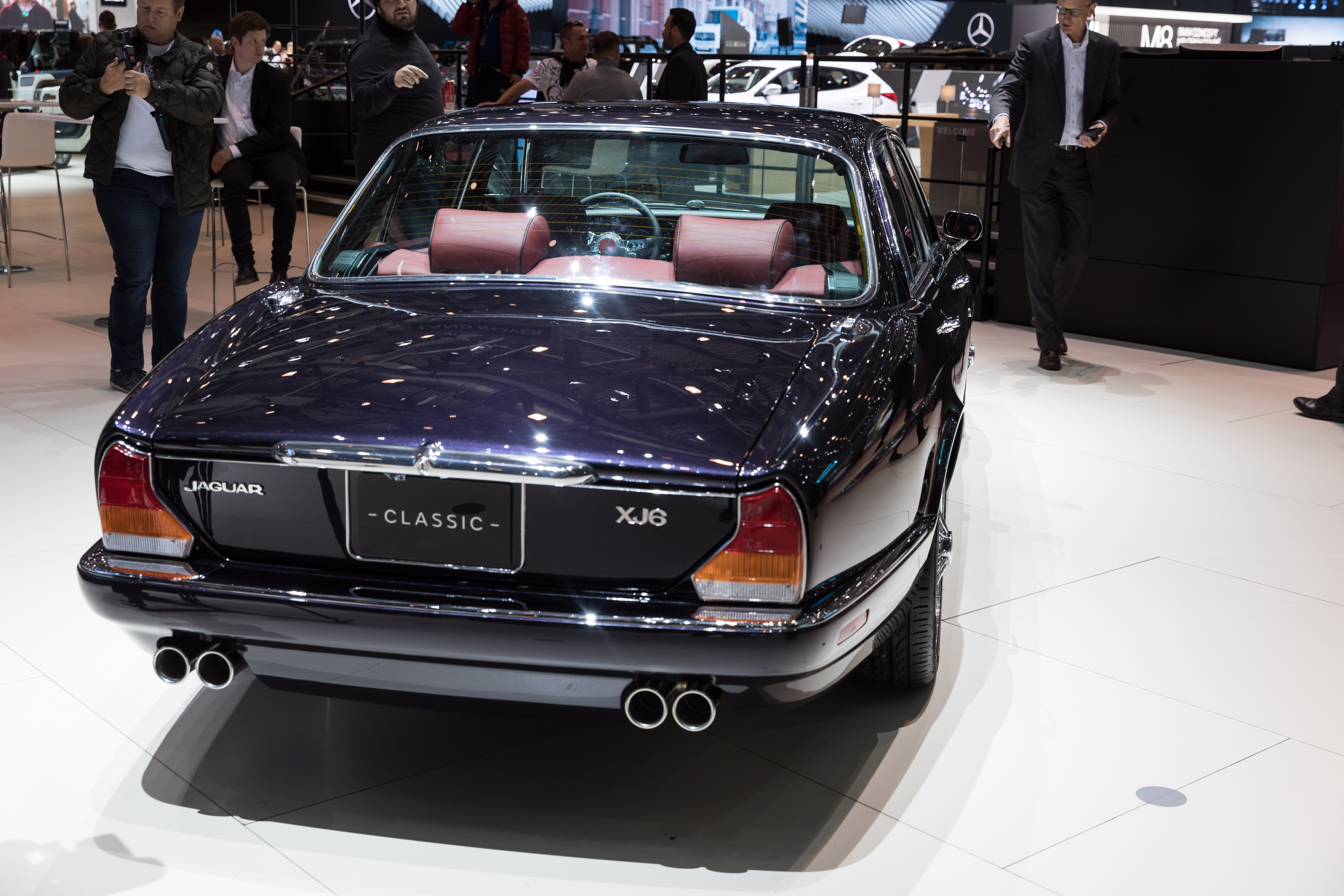
Jaguar XJ6 Greatest Hits سفارشی شده برای مک‌برین

از آنجایی که او از علاقه‌مندان مادام العمر به خودروهای جگوار است، شرکت سازنده یک مدل سفارشی جگوار ایکس۱۵۰ مطابق با مشخصات مک‌برین در سال ۲۰۱۲ ساخت. در مارس ۲۰۱۸، جگوار لندرور کلاسیک ورکز یک جگوار ایکس‌جی سری ۳ سفارشی‌سازی شده را برای مک‌برین معرفی کرد.
در سال ۲۰۱۵، مک‌برین پس از دیدن مصاحبه‌ای که در آن بیش از حد شراب مصرف کرده بود، نوشیدن الکل را متوقف کرد و تا به امروز هوشیار مانده است.
در سال ۲۰۱۸، او همچنین یک فروشگاه آلات موسیقی به نام (Drum One) در منچستر انگلستان راه اندازی کرد. این خرده فروشی در کیت درام و کالاهای مرتبط تخصص دارد. برای تبلیغ راه‌اندازی فروشگاه، مک‌برین با درامر گروه دیپ پرپل، ایان پیس مصاحبه‌ای انجام داد.
در ۳ آگوست ۲۰۲۳، مک‌برین بیانیه‌ای را از طریق صفحۀ یوتیوب گروه‌ها منتشر کرد و در ویدیویی توضیح داد که در ژانویۀ ۲۰۲۳ حالش خوب نبوده است. در توضیحات ویدیو بیشتر توضیح داده شد که مک‌برین در ماه ژانویه دچار سکته مغزی شد و از ناحیۀ شانه به پایین سمت راست خود فلج شد. پس از ۱۰ هفته فیزیوتراپی فشرده، مک‌برین توانست به بقیۀ اعضای گروه در تمرینات در ماه مه ۲۰۲۳، قبل از تور اروپایی آن‌ها (Future Past World) بپیوندد. مدیر آن‌ها راد اسمال‌وود نیز بیانیه‌ای را منتشر کرد و گفت: «من و بقیۀ گروه فکر می‌کنیم آن‌چه نیکو از زمان سکتۀ مغزی خود توانسته است به‌دست بیاورد، باور و اراده باورنکردنی وی را نشان می‌دهد و همۀ ما به او بسیار افتخار می‌کنیم. مجموعه‌ای که قرار بود از پیش یاد بگیرد، او فقط سرش را پایین انداخت و روی بهبودی تمرکز کرد. صادقانه بگوییم که ما نمی‌دانستیم که آیا او می‌تواند یک برنامه کامل اجرا کند تا زمانی که تمرین‌های گروه در ماه می شروع شد و حمایت زیادی از او انجام شد و سپس وقتی دیدیم که او می‌تواند این کار را انجام دهد، آرامش واقعی برای همه بود!».
مک برین تاکنون تمامی برنامه‌های تور اروپایی (Future Past World Tour) را اجرا کرده است و بهبودی او به‌خوبی ادامه دارد. تاریخ پایانی آیرون میدن در مسابقات اروپایی در فستیوال وکن اوپن ایر است، جایی که آن‌ها هنرمند اصلی بودند.